# Cerro Jankho Karka
Cerro Jankho Karka är ett berg i Bolivia.   Det ligger i departementet La Paz, i den västra delen av landet, 500 km nordväst om huvudstaden Sucre. Toppen på Cerro Jankho Karka är 4 932 meter över havet, eller 85 meter över den omgivande terrängen. Bredden vid basen är 1,2 km.
Terrängen runt Cerro Jankho Karka är kuperad västerut, men österut är den bergig. Runt Cerro Jankho Karka är det tätbefolkat, med 343 invånare per kvadratkilometer.. 
Trakten runt Cerro Jankho Karka består i huvudsak av gräsmarker.